# Raissa Maximowna Gorbatschowa

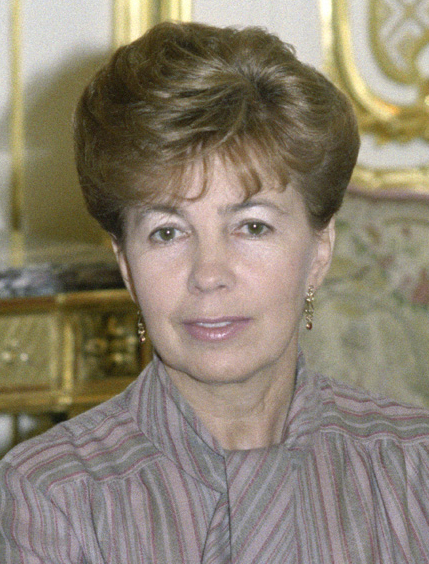
Raissa Gorbatschowa während des Staatsbesuches 1985 in Paris

Raissa Maximowna Gorbatschowa, geb. Titarenko (russisch Раиса Максимовна Горбачёва, wiss. Transliteration Raisa Maksimovna Gorbačëva; * 5. Januar 1932 in Rubzowsk, Krai Westsibirien, Russische SFSR, Sowjetunion; † 20. September 1999 in Münster, Deutschland) war eine russische Soziologin. Als Ehefrau von Michail Gorbatschow war sie eine einflussreiche, sozial und kulturell engagierte Frau in der Sowjetunion und in Russland.

## Leben

### Kindheit und Jugend
Raissa Titarenko wurde 1932 als älteste von drei Geschwistern geboren. Ihr Vater Maxim Andrejewitsch Titarenko war ein ukrainischer Eisenbahningenieur aus Tschernihiw, ihre Mutter Alexandra stammte aus Sibirien. Ihre Kindheit verbrachte sie in Sibirien und im Uralgebiet. Nach dem hervorragenden Mittelschulabschluss in Sterlitamak (Auszeichnung mit Goldmedaille) studierte sie an der Moskauer Lomonossow-Universität Philosophie und Soziologie und lernte den Bauernsohn Michail Gorbatschow kennen, der dort Jura studierte. 1953 heirateten die beiden, und nach ihrem Abschluss 1957 zogen sie nach Stawropol, wo sie 23 Jahre lebten. Gorbatschow arbeitete dort als Jurist an seinem Aufstieg in Partei und Komsomol; Raissa Gorbatschowa war zunächst in der städtischen Bibliothek als Lektorin tätig und unterrichtete anschließend in ihrem Fachgebiet in Schulen und am Landwirtschaftsinstitut. 1957 wurde die einzige Tochter Irina Wirganskaja geboren.

### Wissenschaftliche Arbeit und Aufstieg
1967 veröffentlichte Gorbatschowa ihre Kandidaturdissertation im Fach Soziologie unter dem Titel Herausbildung neuer Merkmale der Lebensweise der Kolchosbauern (auf der Grundlage soziologischer Forschungen in der Region Stawropol) (Формирование новых черт быта колхозного крестьянства (по материалам социологических исследований в Ставропольском крае)), in dem sie auf die schwierige Lage der Landbewohner in der Region Stawropol aufmerksam machte.
1978 zog die Familie Gorbatschow nach Moskau, wo Michail Gorbatschow Sekretär beim Zentralkomitee der KPdSU wurde. Die neuen Lebensumstände brachten umfangreiche materielle Privilegien mit sich; Raissa Gorbatschowa war dennoch auch in Moskau weiter berufstätig. Bis 1985, als ihr Mann Generalsekretär wurde, lehrte sie an der Lomonossow-Universität in den philosophisch-soziologischen Fächern.

### Gattin des Generalsekretärs und Präsidenten
1986 – als „First Lady“ der Sowjetunion – gründete sie zusammen mit anderen Wissenschaftlern und Künstlern die Sowjetische Kulturstiftung, die sich mit viel Prominenz engagiert für die Förderung von Museen, den Erhalt alter Kirchen und Baudenkmäler, Bibliotheken und Archive u. v. m. einsetzte.
Neben ihrem kulturellen Engagement hatte Raissa Gorbatschowa die Schirmherrschaft über mehrere soziale Organisationen und Projekte, so die Hilfsorganisation für Kinder aus Tschernobyl, eine internationale Hilfsorganisation von Kinder-Hämatologen sowie das Zentrale Moskauer Kinderkrankenhaus. 1987 wurde sie vom britischen Magazin Woman's Own zur Frau des Jahres gekürt. Im Klima des sich öffnenden Eisernen Vorhangs zwischen der Sowjetunion und dem Westen spielte sie eine nicht unwesentliche Rolle als Begleiterin und Beraterin Michael Gorbatschows. Sie unterhielt internationale Beziehungen und wurde durch Ehrendoktorwürden in Europa, Amerika und Asien geehrt.
Aufgrund ihres vergleichsweise glamourösen Auftretens war sie in der während der Gorbatschow-Ära wirtschaftlich belasteten Bevölkerung der Sowjetunion jedoch auch umstritten. Während der wachsenden Unruhen in der Endphase der Sowjetunion wurden die Kritik und Intrigen gegen Raissa Gorbatschowa aber auch gezielt genutzt, um über sie Michail Gorbatschow politisch zu treffen.

### Leben im nachsowjetischen Russland

Grab von Raissa Gorbatschowa auf dem Nowodewitschi-Friedhof in Moskau

Nach dem Augustputsch von 1991 und Gorbatschows Rücktritt von seinem Amt als Präsident der Sowjetunion 1991 gründete dieser eine Stiftung zur Unterstützung sozialwirtschaftlicher und politischer Forschung – den Gorbatschow-Fonds, in dessen Arbeit Raissa Gorbatschowa mit engagiert war. Außerdem gründete sie 1997 den Club Raissa Gorbatschowa, in dem hochqualifizierte berufstätige Frauen sich mit Konferenzen, Wohltätigkeitsaktionen und der Unterstützung konkreter Projekte für die Verbesserung der Lebensbedingungen von Frauen in Russland einsetzten.
Raissa Gorbatschowa war bereits einige Zeit vor dem Putsch an Leukämie erkrankt. Mehrere Infarkte und eine Augenkrankheit machten ihr zu schaffen. Am 20. September 1999 starb sie in der Universitätsklinik Münster, wo sie seit Sommer des Jahres unter Federführung von Thomas Büchner behandelt worden war, im Alter von 67 Jahren an Megakaryozytenleukämie. Sie wurde in Moskau auf dem Friedhof des Neujungfrauen-Klosters beerdigt.

## Werke
- Leben heißt hoffen. Erinnerungen und Gedanken. Autobiographie (Я надеюсь… 1991), ISBN 3-7857-0637-5